# Congrès du Parti libéral-démocrate (Allemagne) en 1956
Le Congrès fédéral du FDP réunit le Parti libéral-démocrate du 20 au 21 avril 1956 à Wurtzbourg. C'est le 7e congrès ordinaire du parti.

## Déroulement
Peu de temps avant le congrès, la coalition avec la CDU au Bundestag est résiliée à l'initiative des « Jeunes Turcs » de Düsseldorf. Ainsi, le FDP est pour la première fois dans l'opposition à Bonn. Bien qu'il soit devenu évident que les délégués ne remettraient pas en question la sortie de la coalition, l'avenir du chef du parti et du groupe parlementaire Thomas Dehler est incertain. Plusieurs fédérations régionales se sont prononcées en faveur d'un changement au sommet du parti. Dehler se représente de nouveau, il a comme adversaire Max Becker qui représente un style politique différent. Avec 155 voix contre 67, Dehler est confirmé dans ses fonctions, mais son mandat ne dure qu'un an, après quoi il est remplacé par Reinhold Maier. En outre, avec Erich Mende, Walter Scheel et Wolfgang Mischnick, les jeunes politiciens libéraux sont élus au conseil exécutif fédéral, qui doit déterminer la politique du FDP dans les décennies à venir.
Avec la « résolution de Würzburg », le congrès affirme que, malgré leur départ du gouvernement fédéral, les libéraux démocrates adhèrent aux objectifs principaux, à savoir la réunification, l'intégration occidentale et une « économie de marché libre et socialement engagée ».

## Conseil exécutif fédéral
Le conseil exécutif fédéral comprend :
| Président               | Thomas Dehler |
| Vice-présidents         | Erich Mende, Wolfgang Haußmann, Oswald Adolph Kohut |
| Trésorier               | Hans Wolfgang Rubin |
| Assesseurs              | Willy Max Rademacher, Konrad Frühwald, Walter Scheel, Marie Elisabeth Lüders, Winfrid Hedergott, Hermann Kessler |
| Assesseurs adjoints     | Karl Atzenroth, Wolfgang Mischnick, Bernhard Leverenz, Paul Luchtenberg, Ewald Bucher, Herta Ilk, Günther Reichardt |
| Représentants régionaux | Eduard Leuze (Bade-Wurtemberg), Otto Bezold (Bavière), Carl-Hubert Schwennicke (Berlin), Georg Borttscheller (Brême), Edgar Engelhard (Hambourg), Konrad Mälzig (Basse-Saxe), Willi Weyer (Rhénanie-du-Nord-Westphalie), Wilhelm Nowack (Rhénanie-Palatinat), Paul Bernhard Haas (Schleswig-Holstein) |

## Source de traduction
- (de) Cet article est partiellement ou en totalité issu de l’article de Wikipédia en allemand intitulé « FDP-Bundesparteitag 1956 » (voir la liste des auteurs).